# Sigaw
Sigaw é um filme de terror produzido nas Filipinas e lançado em 2004.